# سیارک ۵۴۰۸
سیارک ۵۴۰۸ (به انگلیسی: 5408 The، نامگذاری:1232T-1) پنج هزار و چهارصد و هشتمین سیارک کشف شده‌است که در ۲۵ مارس ۱۹۷۱ کشف شد.
قدر مطلق سیارک برابر ۱۴٫۰۰ است.